# Bemande ruimtevaart

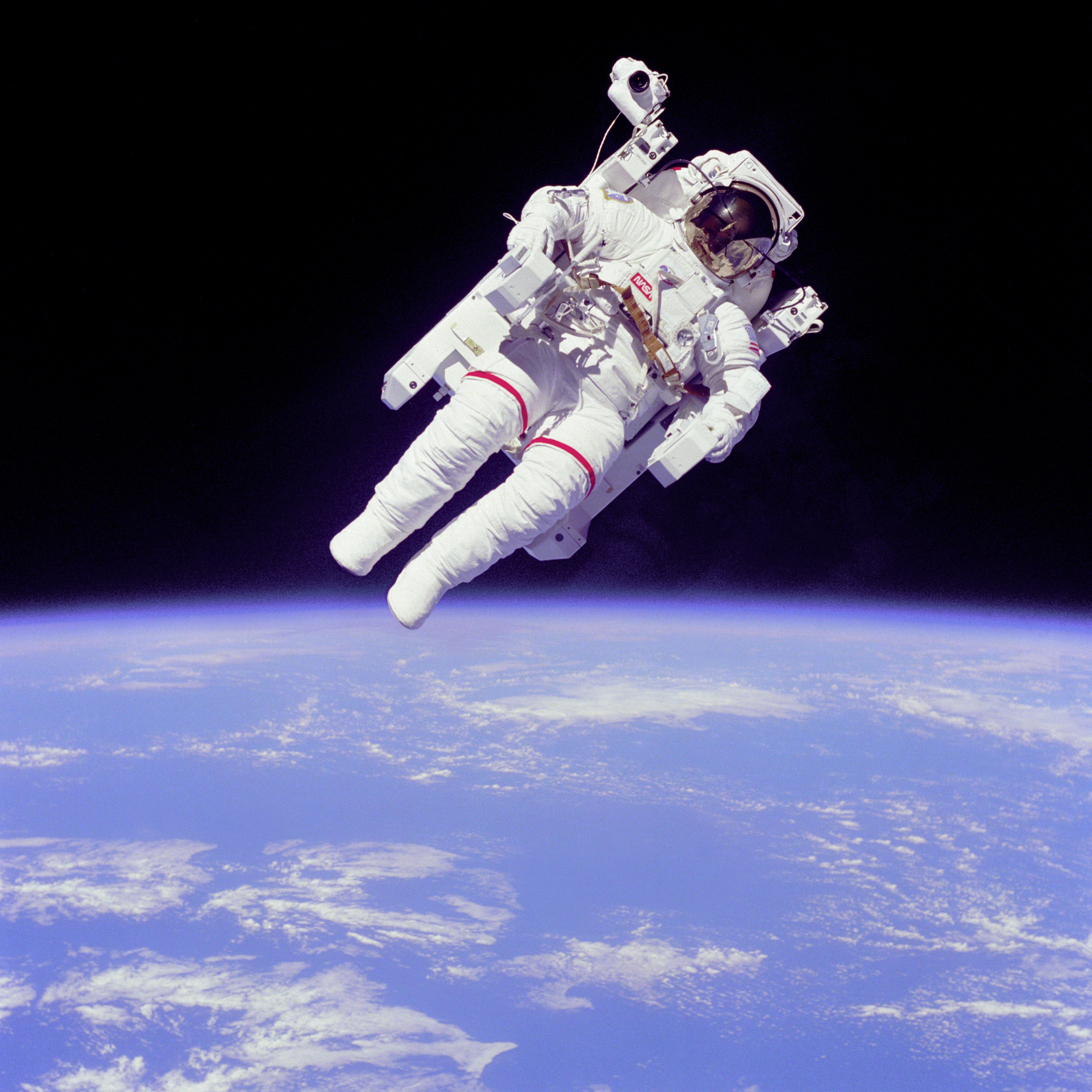
Een mens zweeft vrij door de ruimte in een ruimtepak (11 februari 1984). Voor de veiligheid is van groot belang dat de astronaut terug kan keren naar het ruimtevaartuig. Deze astronaut is daartoe voorzien van een klein raketsysteem.

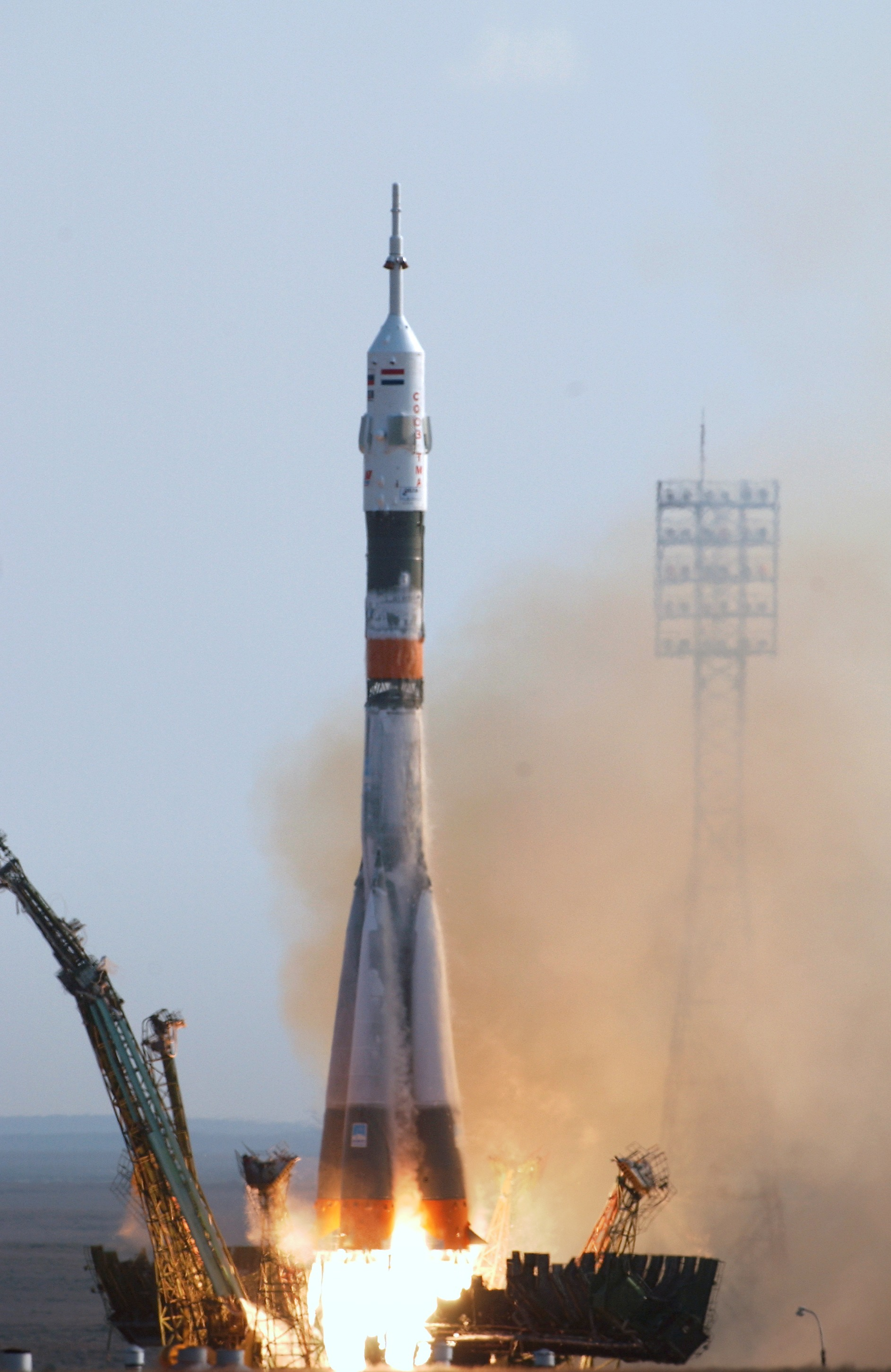
Lancering van de Sojoez TMA-4 met de Nederlander André Kuipers aan boord (19 april 2004)

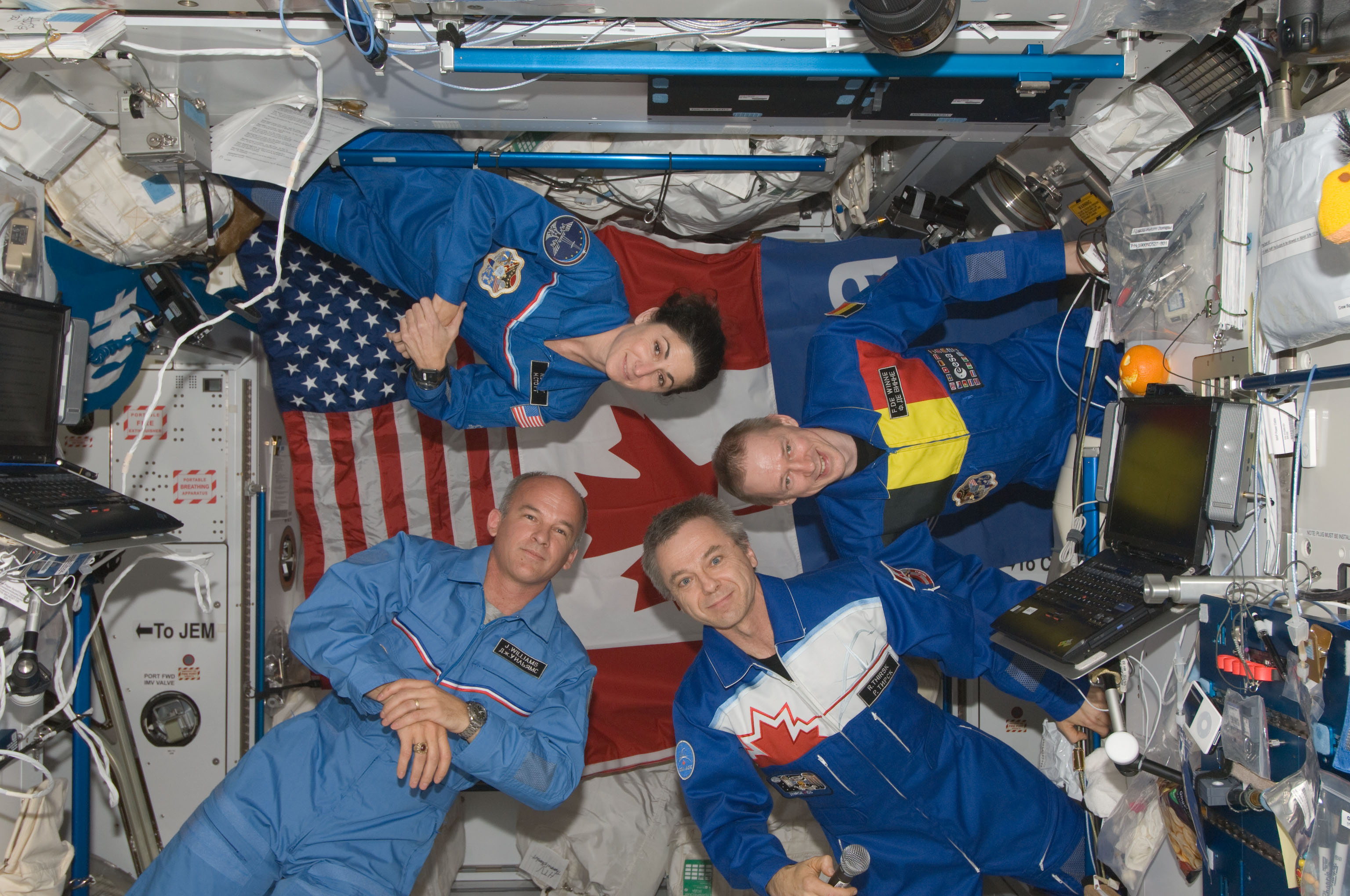
Bemanningsleden gewichtloos in het ISS. Geheel rechts de Belgische astronaut Frank De Winne (28 oktober 2009).

Bemande ruimtevaart betreft ruimtevaartuigen met een of meer mensen die de ruimte in gaan. Dat zijn niet alleen bemanningsleden, die het ruimtevaartuig besturen, maar ook wetenschappers die onderzoek doen en zelfs passagiers (ruimtetoeristen). Ook een ruimtevlucht met alleen passagiers wordt tot de bemande ruimtevaart gerekend.
De atmosfeer wordt verwaarloosbaar op een hoogte van 80,5 kilometer volgens de definitie van de Amerikaanse luchtmacht of op een hoogte van 100 kilometer volgens de Fédération Aéronautique Internationale (FAI). Het ruimtevaartuig kan na het bereiken van de ruimte:
- meteen terugkeren naar aarde (suborbitale ruimtevlucht)
- in een baan om de aarde gaan draaien (orbitale ruimtevlucht)
- een doel hebben buiten de aarde, bijvoorbeeld de maan of een planeet:
  - eromheen en gelijk weer terug, vrije-terugkeertraject: traject waarbij na de voortstuwing bij het verlaten van de aardbaan en het op weg gaan naar een hemellichaam gedurende de gehele verdere vlucht geen voortstuwing nodig is, behalve kleine koerscorrecties
  - in een orbitale baan komen en uiteindelijk weer terug
  - landing en de bemanning vestigt zich daar (voormalig doel van Mars One)
  - landing en uiteindelijk weer terug (bij het Apollo-project bij zes missies van toepassing geweest voor twee van de drie ruimtevaarders, een bleef in de tussentijd in een orbitale baan)

De eerste bemande ruimtevlucht vond plaats op 12 april 1961 met aan boord Joeri Gagarin, kosmonaut van de Sovjet-Unie (Vostok 1, een enkele baan om de aarde). Een maand later brachten de Verenigde Staten een mens in de ruimte, astronaut Alan Shepard. Tientallen jaren waren de VS en de Sovjet-Unie (vanaf 1991: Rusland) de enige landen die bemande ruimtevaart uitvoerden. Het was inzet van de ruimtewedloop tussen beide landen. Binnen hun ruimtevaartprogramma's gingen wel mensen van vele nationaliteiten de ruimte in. In 2003 voerde China zijn eerste bemande ruimtevlucht uit, waarbij astronaut Yang Liwei een aantal omwentelingen om de Aarde maakte.
De bemande ruimtevaart die tot nu toe heeft plaatsgevonden was altijd ontworpen voor terugkeer van de astronaut(en) naar de Aarde (in enkele gevallen is dat door een ongeluk niet gelukt). Daarnaast zijn er plannen geweest voor bemande reizen waarvan het ontwerp de astronauten niet de mogelijkheid biedt terug te keren naar de Aarde, omdat die het project duurder en ingewikkelder zou maken. Deze betroffen tot nu toe steeds vestiging op Mars, zie Bemande ruimtevaart naar Mars.
In 2010 maakte de Verenigde Staten onder president Barack Obama bekend af te zien van nieuwe bemande vluchten naar de Maan, en in plaats daarvan ernaar te streven een vlucht naar een planetoïde te maken in 2025, rond 2035 een bemande vlucht met terugkeer naar de Aarde te maken naar een baan om Mars, en daarna een bemande vlucht met terugkeer naar de Aarde te maken met een landing op Mars. In 2017 maakte de regering van President Trump bekend de Maan toch weer als doel te zien. Hiervoor zouden het Space Launch System en Orion die NASA sinds 2011 in ontwikkeling zijn ook bruikbaar zijn. Deze raket-ruimteschip combinatie wordt als hoeksteen van het in 2019 opgestarte Artemisprogramma gezien.

## Voorgeschiedenis
Voordat de eerste mens een ruimtevlucht maakte, waren er al vele dieren de ruimte in gebracht. De eerste dieren in de ruimte waren fruitvliegjes, aan boord van een Amerikaanse raket op 20 februari 1947. Hierbij werd het effect van blootstelling aan straling in de ruimte onderzocht. De fruitvliegjes overleefden de suborbitale vlucht. De eerste aap in de ruimte was Albert II op 14 juni 1949. In de jaren 50 werden er door de VS en de Sovjet-Unie verschillende muizen en honden in de ruimte gebracht.
Het eerste dier dat in een baan rond de aarde werd gebracht, was het hondje Laika in de Spoetnik 2 op 3 november 1957 (Sovjet-Unie). De Spoetnik was niet ontworpen om weer te landen en Laika stierf door oververhitting. De honden Belka en Strelka waren op 19 augustus 1960 de eerste dieren die rond de aarde vlogen en levend terugkeerden (Sovjet-Unie). De chimpansee Ham (USA) was de eerste die tijdens de vlucht opdrachten uitvoerde. Ook hij keerde veilig terug.

## Geschiedenis

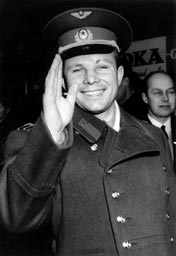
Joeri Gagarin, de eerste mens in de ruimte

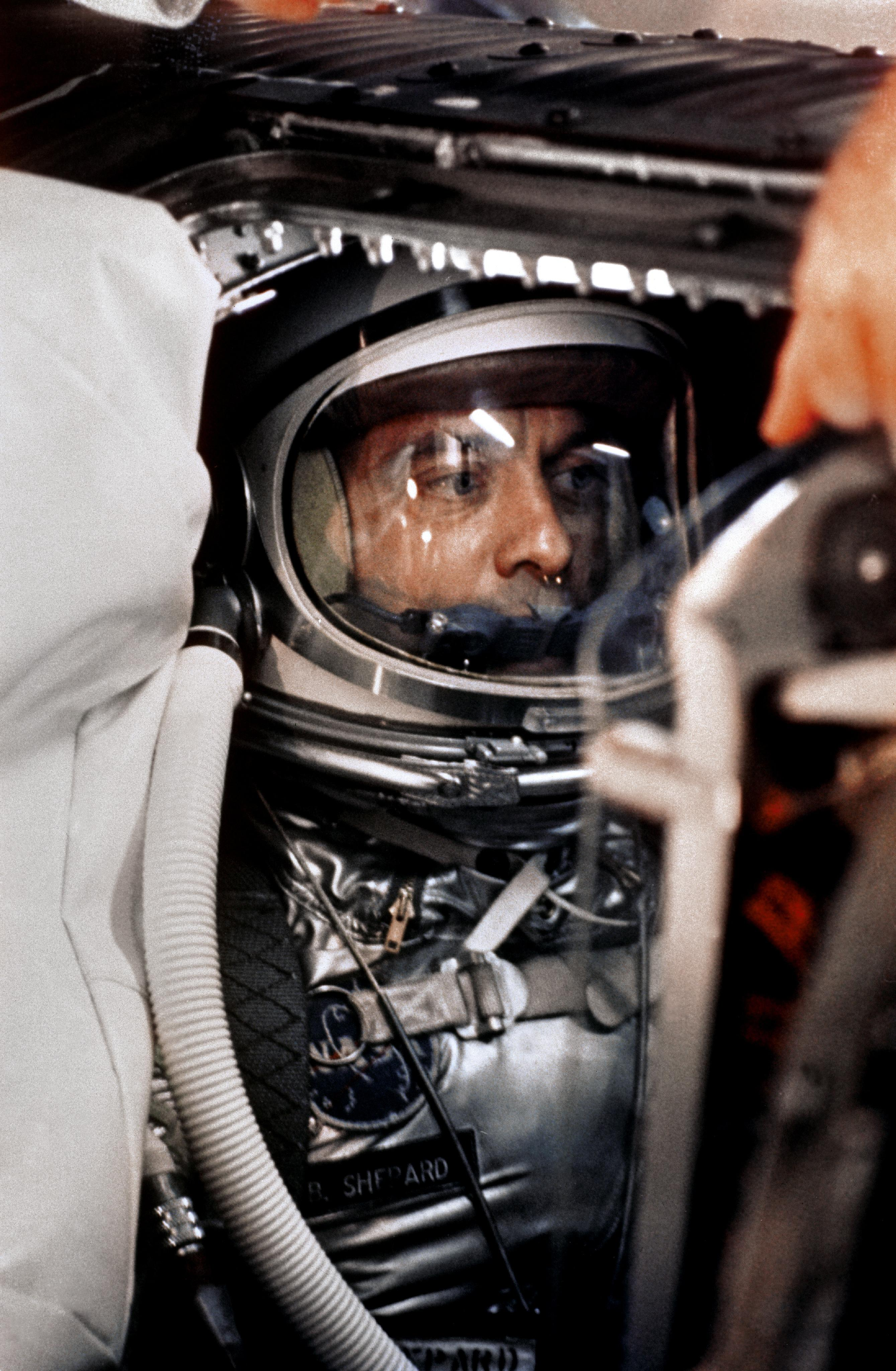
Alan Shepard, de eerste Amerikaanse ruimtevaarder

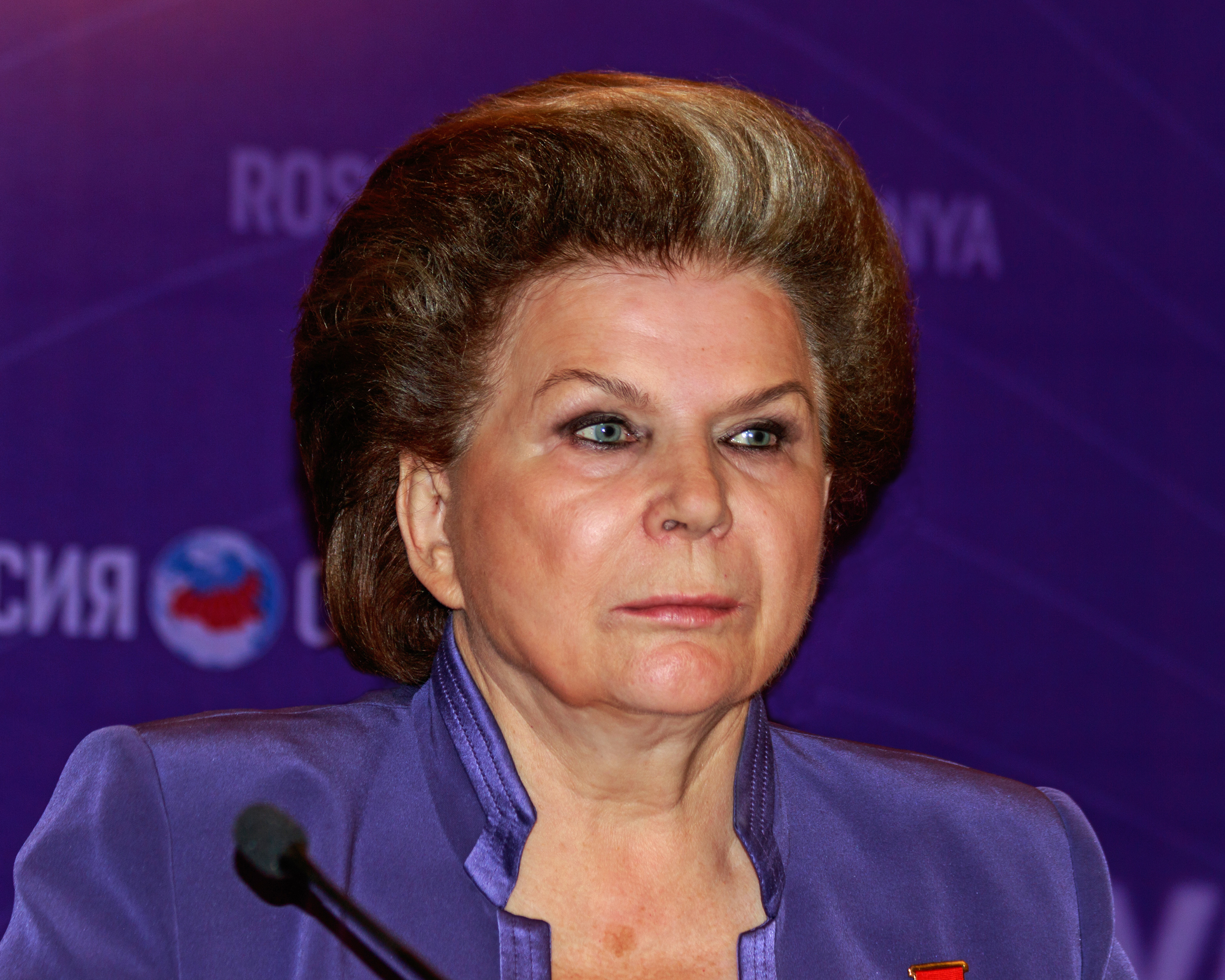
Valentina Teresjkova, de eerste vrouw in de ruimte (foto 2015)

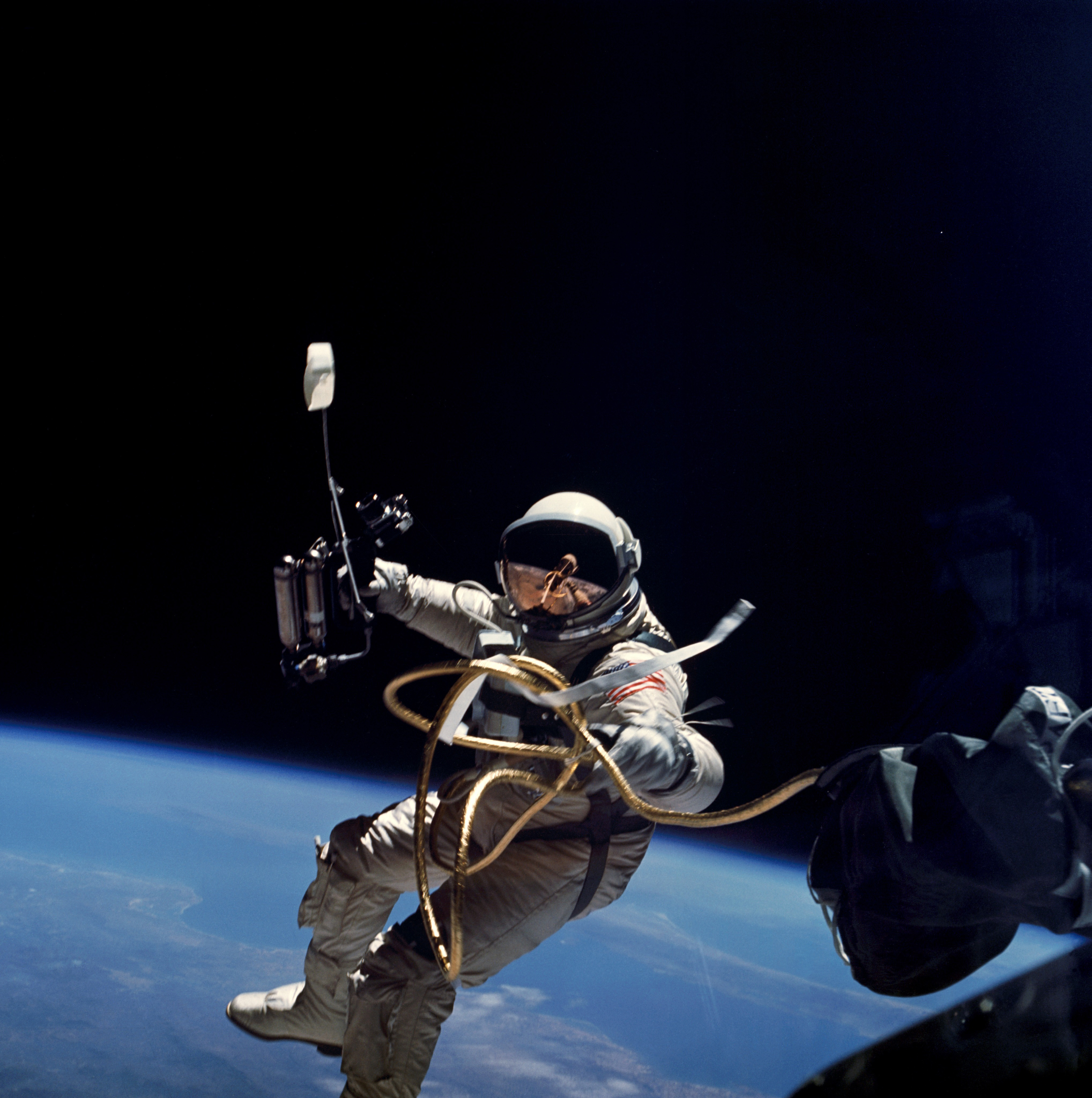
Eerste ruimtewandeling door een Amerikaan, E.H. White (3 juni 1965)

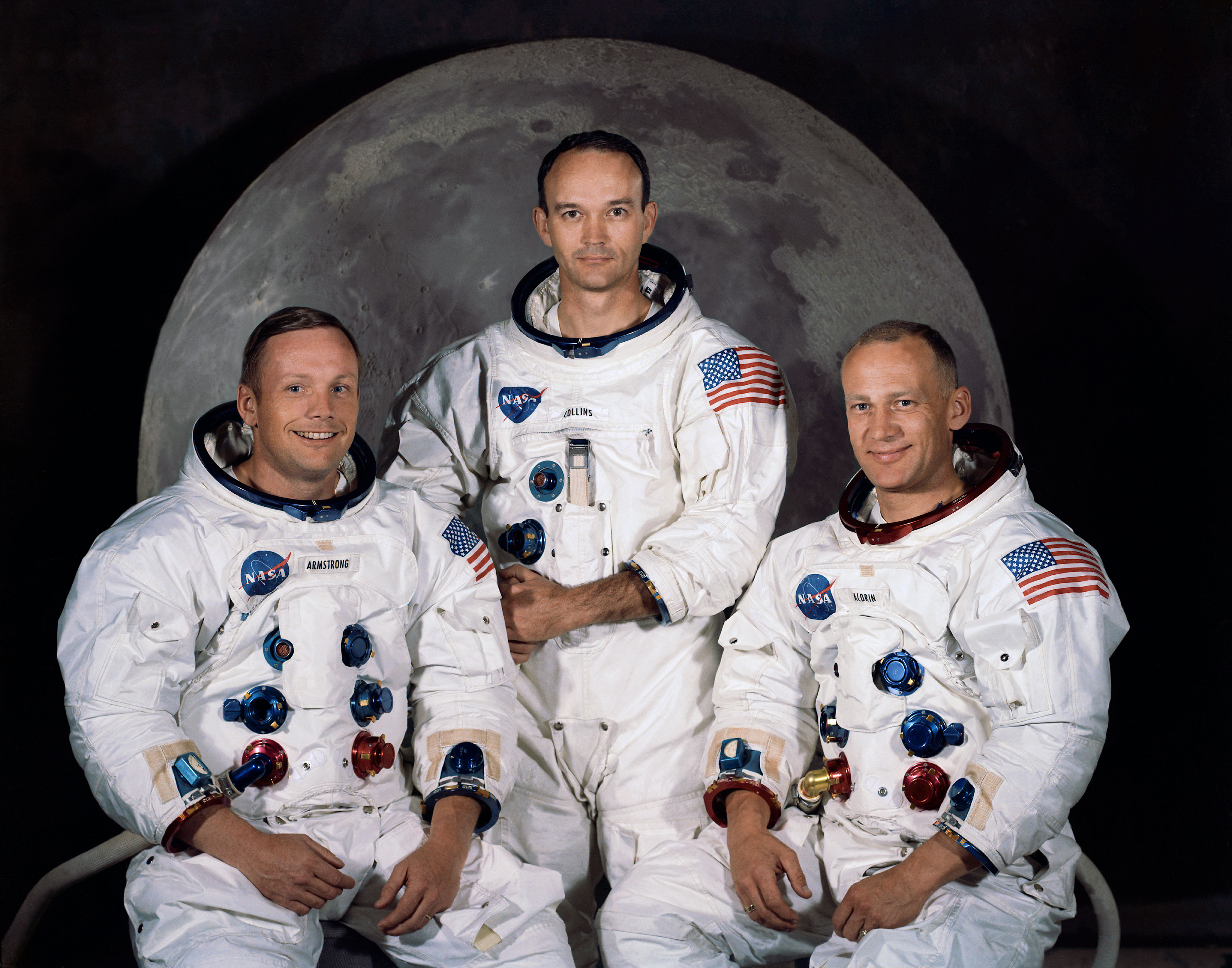
Bemanning van Apollo 11: Armstrong, Collins en Aldrin

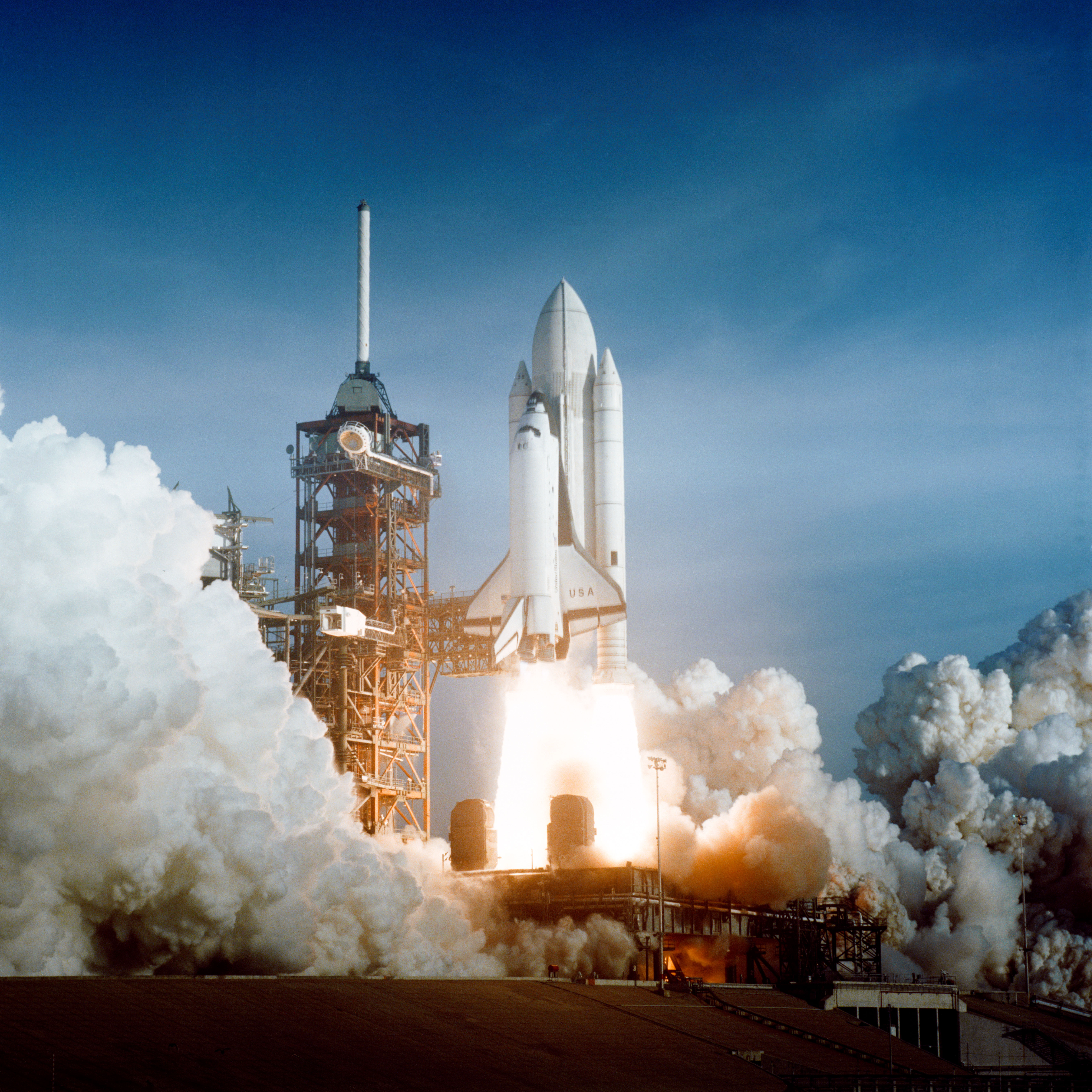
Lancering van de eerste Space Shuttle, Columbia (12 april 1981)

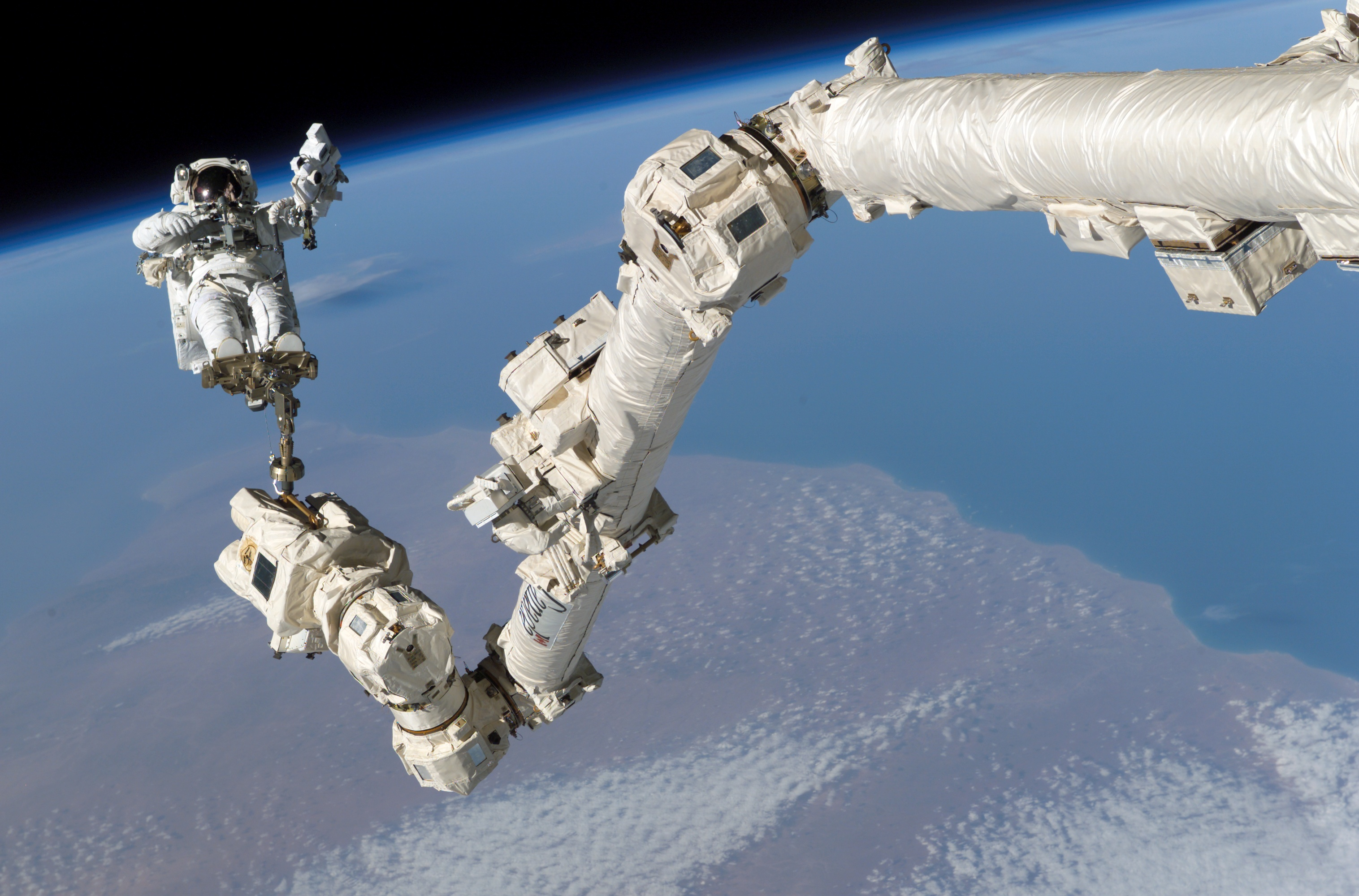
Amerikaanse astronaut tijdens een ruimtewandeling rond het internationale ruimtestation ISS (2005)

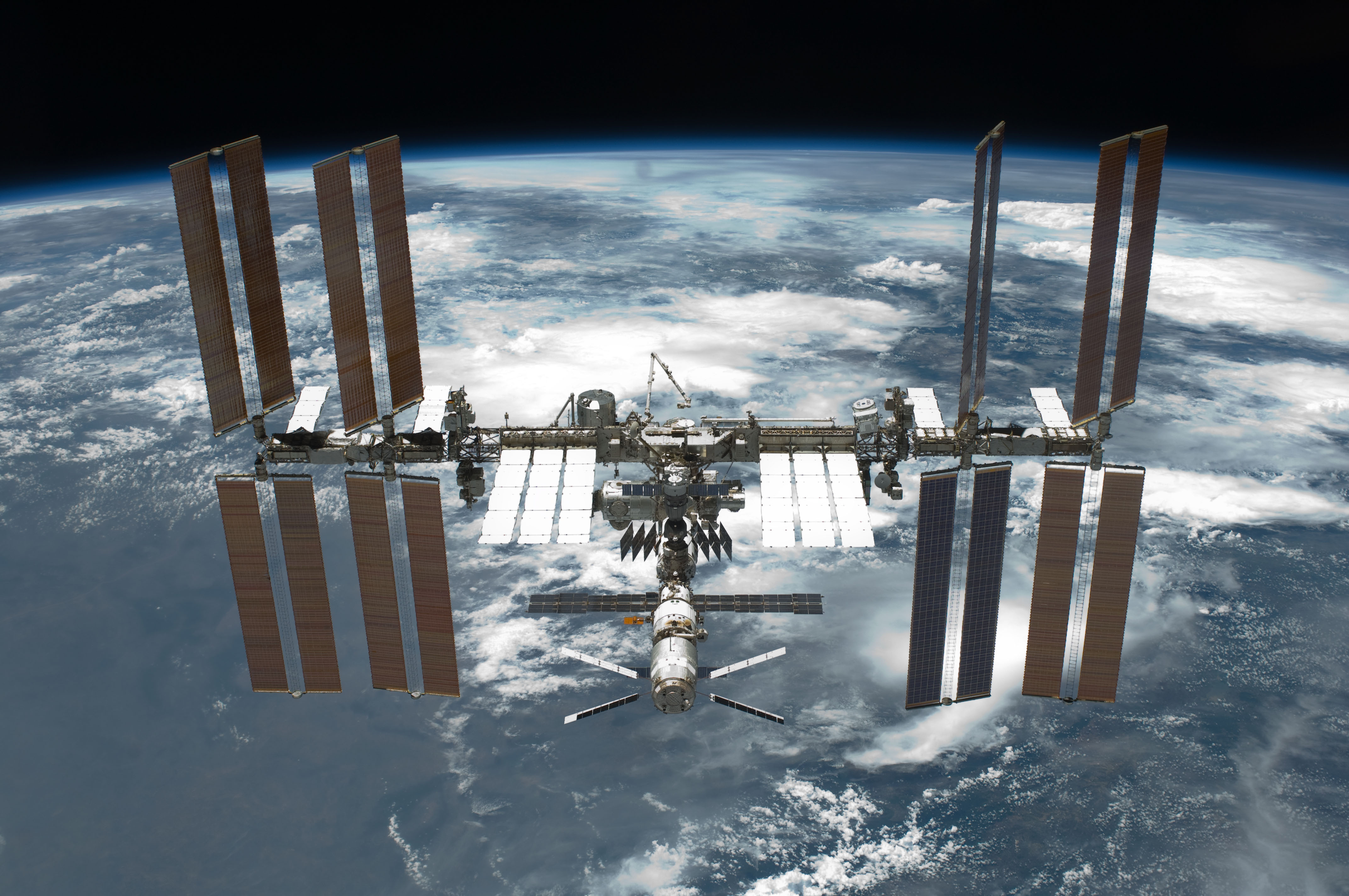
Het internationale ruimtevaartstation gefotografeerd vanuit Space Shuttle Endeavour (30 mei 2011)

De eerste bemande ruimtevlucht vond plaats op 12 april 1961 met aan boord Joeri Gagarin, kosmonaut van de Sovjet-Unie. Hij voltooide één baan om de aarde. De eerste Amerikaan in de ruimte, met een suborbitale ruimtevlucht, was astronaut Alan Shepard op 5 mei 1961. Het jaar erna maakte John Glenn als eerste Amerikaan een orbitale ruimtevlucht op 20 februari 1962. De eerste vrouw in de ruimte was Valentina Teresjkova op 16 juni 1963, afkomstig uit de Sovjet-Unie. De eerste ruimtewandeling werd gemaakt door Aleksej Leonov, toen hij op 8 maart 1965 de Voschod 2 verliet.
De eerste bemande ruimtevlucht die de baan rond de aarde verliet, was de Apollo 8 (21-27 december 1968). Het ruimtevaartuig werd hierbij in een baan om de Maan gebracht. De drie bemanningsleden waren Frank Borman, James Lovell en William Anders. De eerste mensen die een voet zetten op de Maan waren Neil Armstrong en Buzz Aldrin, met de Apollo 11 op 20 juli 1969. In totaal zijn er zes Apollo-missies op de Maan geland (1969-1972), waarbij er in totaal twaalf mensen op het Maanoppervlak hebben gelopen.
Het eerste ruimtestation dat in een baan om de Aarde werd gebracht was de Saljoet 1, dat op 19 april 1971 door de Sovjet-Unie werd gelanceerd. Het ruimtestation de Mir draaide in een baan om de Aarde van 1986-2001. Aan boord kon een driekoppige bemanning langdurig verblijven en grotere aantallen voor korte tijd. Van de 15 jaar dat het bestond, was het ongeveer 12,5 jaar bemand. De persoon die het langst aaneengesloten in de ruimte heeft verbleven was Valeri Poljakov, met een duur van 437 dagen in de Mir (8 januari 1994 - 22 maart 1995). Het internationale ruimtestation ISS kwam in gebruik in 1998. Het was permanent bemand vanaf 2 november 2000 tot heden.
Van 1981 tot en met 2011 voerden de Verenigde Staten alle bemande ruimtevaart uit met Space Shuttles. De eerste vrouwelijke Amerikaan in de ruimte was Sally Ride in 1983 en de eerste vrouwelijke piloot van een Space Shuttle was Eileen Collins. Zij was tevens in 1999 de eerste vrouwelijke gezagvoerder. In 1992 kwamen de VS en Rusland overeen om samen te werken op het gebied van ruimtevaart en kwam er een Amerikaan aan boord van de Mir en gingen twee Russische kosmonauten mee met een Space Shuttle.
Het derde land dat een bemande ruimtevlucht wist uit te voeren was China. Op 15 oktober 2003 werd astronaut Yang Liwei in de ruimte gebracht. Hij draaide veertien keer rond de Aarde. Hiervóór hadden ook Japan en Europa geprobeerd om een bemande ruimtevlucht uit te gaan voeren, maar hun programma's voortijdig stopgezet. Ook China had eerdere programma's niet uitgevoerd.
Er zijn drie landen waarvan de ruimtevaartorganisaties bemande ruimtevluchten maken of recent gemaakt hebben vanuit een lopend ruimtevaartprogramma:
- Rusland (Roskosmos) met het Sojoez-programma (vanaf 1967)
- Verenigde Staten (NASA) met het Space Shuttleprogramma (1981-2011)
- Volksrepubliek China (CNSA) met het Shenzhou-programma (vanaf 2003)

De verste bestemming bij bemande ruimtevaart was tot nu toe de Maan. Het is het enige hemellichaam buiten de Aarde waarop de mens tot nu toe voet heeft gezet. Bij andere hemellichamen zijn bemande ruimtevluchten ook niet in de buurt gekomen, de grootste afstand is bereikt bij de baan om de Maan (Apollo 13).

## Heden en toekomst
Sinds 2010 heeft NASA een programma waarmee het de ontwikkeling van commerciële, orbitale, bemande ruimteschepen ondersteunt. Vanaf 2020 zullen de eerste bemande vluchten naar het ISS onder het Commercial Crew-programma worden uitgevoerd met de SpaceX Dragon 2 en de Boeing Starliner. Deze voertuigen zijn ook te boeken door commerciële partijen voor bijvoorbeeld ruimtetoeristische vluchten of voor commerciële wetenschap. NASA heeft ook het ISS opengesteld voor commerciële ruimtevaarders. En het bedrijf Axiom bouwt in opdracht van NASA een vijftal nieuwe modules voor het ISS die specifiek voor commercieel verblijf zijn bedoeld. Ook aan een bemande versie van de Dream Chaser wordt nog altijd gewerkt maar daarvoor is nog geen duidelijke termijn gesteld. Een vrachtvariant voor bevoorrading van het ISS maakt in 2023 zijn opwachting.
Blue Origin werkt aan commerciële systemen voor bemande ruimtevaart. Het meest concrete daarvan is de New Glenn-draagraket en het Orbital Reef-ruimtestation. Een eigen ruimtecapsule voor New Glenn is ooit ook aangekondigd maar de status daarvan is onduidelijk. Ook een bemande maanlander is in de maak. Deze werd bij de eerste aanbestedingsprocedure voor het Artemisprogramma van NASA niet geselecteerd maar dingt wel mee voor een volgende aanbesteding.
Op 27 februari 2017 kondigde SpaceX aan in het vierde kwartaal van 2018 twee private ruimtevaarders in een baan om de Maan en terug te brengen met een Falcon Heavy en Dragon 2. Dit zou een nieuw record betekenen voor de afstand die een mens verwijderd is van de Aarde. Deze vlucht is echter uitgebreid tot 8 personen, uitgesteld tot 2023 en omgeboekt naar SpaceX’ Starship. Dat is een zeer groot ruimteschip met booster die SpaceX ontwikkelt. Deze moet vanaf de jaren 2020 onder meer dienen om Mars te koloniseren en te bevoorraden maar ook voor suborbitale intercontinentale ruimtevluchten en de meeste vormen van orbitale ruimtevaart (satellietlanceringen, bemande ruimtevluchten, en ondersteunende bevoorradingsvluchten).
Verder is Blue Origin in 2021 begonnen commerciële suborbitale ruimtevluchten uit te voeren. Concurrent Virgin Galactic leek er met SpaceShipTwo bijna klaar voor, maar heeft na ontdekking van een zwakte in het ontwerp zijn doelen doorgeschoven naar SpaceShip 3 wat een verbeterde versie daarvan wordt.
Ook Rusland werkt aan een opvolger voor zowel de Sojoez-capsule als de Sojoez-draagraket die (met tussentijdse upgrades) al vijftig jaar in gebruik zijn. Dit zouden de Orjol-ruimtecapsule en de Angara 5-draagraket moeten zijn.
China bouwde en lanceerde in de jaren 2010 twee kleine ruimtestations die vergelijkbaar waren met de Saljoet-ruimtestations uit de jaren 1970 en 1980. De opgedane kennis werd gebruikt om een groter modulair ruimtestation te bouwen dat in 2021 en 2022 in de ruimte wordt gebracht. Ook wil men die ervaring gebruiken om een maanbasis bouwen. Daarnaast ontwikkelen ze een nieuwe generatie bemande ruimteschepen en bijbehorende draagraketten die ook voor deep-space-missies geschikt moeten zijn.
Ook de ISRO (ruimteagentschap van India) werkt aan een bemande ruimtecapsule. Het project werd in 2018 officieel opgestart, maar India ontwikkelde daarvoor al technieken die hiervoor nodig zijn. Dit ruimtevaartuig genaamd Gaganyaan is voor een driekoppige bemanning bedoeld en zou vanaf 2022 met de betrekkelijk lichte GSLV mkIII-raket gelanceerd moeten worden.
In 2019 startte NASA het Artemisprogramma op waarmee terugkeer van bemande ruimtevaart naar de Maan moet worden bewerkstelligd en een permanent bemande basis op de zuidpool van de Maan werkelijkheid moet worden. Hiervoor wordt SLS-Orion ingezet om mensen te lanceren. Daarnaast wordt een klein ruimtestation in een baan om de maan gebracht, worden er minimaal een en maximaal drie commerciële bemande maanlanders ontwikkeld en wordt een flinke hoeveelheid commerciële onbemande bevoorradings-ruimteschepen en vrachtlanders ontwikkeld.

## Nederlandse en Belgische ruimtevaarders
Nederlandse ruimtevaarders:
- Lodewijk van den Berg (24 maart 1932 - 16 oktober 2022), ruimtevlucht in 1985 (Van den Berg was geboren in Nederland, maar had de Amerikaanse nationaliteit aangenomen)
- Wubbo Ockels (28 maart 1946 - 18 mei 2014), ruimtevlucht in 1985
- André Kuipers (5 oktober 1958), ruimtevluchten in 2004 en 2011-2012

Belgische ruimtevaarders:
- Dirk Frimout (21 maart 1941), ruimtevlucht in 1992
- Frank De Winne (25 april 1961), ruimtevluchten in 2002 en 2009

## Problemen
Bij bemande ruimtevaart moeten verschillende problemen worden overwonnen en zijn er vele voorzorgsmaatregelen die moeten worden getroffen op het gebied van veiligheid.

### Levensvoorzieningen
Een mens kan niet overleven in de ruimte. Allereerst heeft een mens lucht (waaronder zuurstof) nodig om te ademen. Daarnaast heeft een mens water en voedsel nodig om langere tijd te kunnen overleven. Verder moet de lichaamstemperatuur van een mens op peil worden gehouden, moet er een bepaalde druk aanwezig zijn op het lichaam en moet er een voorziening zijn voor het afvoeren van urine en ontlasting. Ook is het noodzakelijk om de mens te beschermen tegen gevaarlijke invloeden van buitenaf, zoals straling en micrometeorieten.
Als de ruimtevaarders buiten hun beschermde ruimtevaartuig of ruimtestation werken, bijvoorbeeld een ruimtewandeling maken, dan is het nodig om een geavanceerd ruimtepak te dragen. Zonder bescherming wordt geschat dat een gemiddelde mens in een halve minuut tot twee minuten overlijdt en reeds eerder het bewustzijn verliest.

### Medische problemen

#### Effecten van gewichtloosheid
Uit medische gegevens van astronauten die, sinds 1970, langere periodes in een baan om de aarde verbleven, blijken verschillende negatieve effecten van verminderde zwaartekracht: een verminderde botdichtheid, afgenomen spierkracht en uithoudingsvermogen, onstabiele lichaamshouding en verminderde zuurstofcapaciteit. Deze verzwakking kan na verloop van tijd effect hebben op het functioneren van de astronaut en de kans op een ongeluk kan hiermee toenemen.
In een gewichtloze omgeving wordt er nauwelijks kracht gevergd van de spieren in de rug en bovenbenen van de astronaut die gebruikt worden om rechtop te staan. Deze spieren verzwakken en nemen langzaam maar zeker in massa af. Als er een noodsituatie ontstaat tijdens de landing kan de spierafname en de daarmee samenhangende afname in kracht, een groot probleem gaan vormen. Bij langdurige gewichtsloosheid kan de spiermassa met wel 25% afnemen.
Wanneer astronauten gewichtsloos zijn, kunnen ze hun oriëntatie verliezen, bewegingsziekte ervaren en hun richtingsgevoel kwijtraken. Als ze weer terug zijn op Aarde, moeten ze zich weer aanpassen aan zwaartekracht en kunnen ze moeite hebben met opstaan, focussen, lopen en zich omdraaien. Dit beïnvloedt hun functioneren bij de landing en bij eventuele noodsituaties.

#### Straling
Op een hoogte tussen 160 en 2000 kilometer boven het aardoppervlak (in een low Earth orbit, een lage baan rond de Aarde) kunnen astronauten, zonder de juiste bescherming, in aanraking komen met protonen van zonnevlammen. Een zeer krachtige zonnevlam kan stralingsziekte en zelfs de dood veroorzaken.
Voorbij de lage baan rond de Aarde, dus hoger dan 2000 kilometer, vormen kosmische straling en galactische straling (van bronnen buiten het zonnestelsel) een probleem.
Bij stralingsziekte kan het DNA van cellen beschadigd raken, wat onder meer kan leiden tot kanker. De straling kan ook het immuunsysteem beschadigen of verzwakken en inactieve virussen activeren. Het kan zowel op korte als op lange termijn invloed hebben op de stamcellen van het beenmerg. Door een verzwakt immuunsysteem (en de activering van virussen) kan een infectie zich snel verspreiden binnen een ruimtevaartuig.
Bovendien wijzen proeven met ratten uit, dat Marsreizigers grote kans lopen op hersenschade. Dit is slechts ten dele oplosbaar met stralingsschilden.

#### Oogproblemen tijdens langere vluchten
Tijdens langdurige missies krijgt twee derde van de astronauten last van hun ogen. Ze klaagden over een waziger zicht. In 2010 bleek bij diverse astronauten na terugkeer op Aarde het zicht niet meer volledig te herstellen. Verder onderzoek legde de oorzaak bloot. De achterkant van hun oogbol was afgeplat en het uiteinde van de oogzenuw ontstoken. Eerst dacht men dat een verhoogd niveau van lichaamsvloeistoffen in het bovenste deel van het lichaam de boosdoener was; dit geschiedt in microzwaartekracht. De werkelijke oorzaak bleek te liggen in het hersenvocht. Op Aarde functioneert het goed bij schommelingen in hydrostatische druk, bijvoorbeeld wanneer een liggend of zittend persoon opstaat. Door gewichtloosheid raakt dit systeem van slag. Zestien astronauten ondergingen nader onderzoek. Zeven van hen vlogen een langdurige ISS-missie, de negen anderen maakten korte vluchten met de Shuttle. De proefpersonen die langdurige missies vlogen, leden aan een afgeplatte oogbal terwijl de oogzenuw meer uitpuilde. Bovendien nam bij hen na terugkeer het volume aan hersenvocht in grotere mate toe. Het onderzoek stelde geen verschillen in witte of grijze stof vast. Dit verschijnsel staat bekend als VIIP-syndroom, (visual impairment due to intracranial pressure, vermindering van het zicht door hersendruk).

### Leven in afzondering
Tijdens langdurige missies zijn de astronauten afgezonderd van andere mensen en is hun bewegingsvrijheid beperkt tot de kleine ruimte van een ruimtevaartuig. Psychologische problemen, zoals depressie en claustrofobie, kunnen de veiligheid van de ruimtevaarder(s) of het succes van de missie in gevaar brengen.

### Veiligheid
In het algemeen wordt het menselijk leven als zeer belangrijk beschouwd, veel belangrijker dan de kosten van apparatuur. Bij bemande ruimtevaart wordt het zeer belangrijk gevonden dat de ruimtevaarders ongedeerd op aarde terugkomen, terwijl het mislukken van een onbemande sonde alleen financiële schade heeft. Sterker nog, een onbemande sonde keert meestal helemaal niet terug of verbrandt bij terugkeer in de dampkring.
Het is niet altijd mogelijk voor een astronaut om met spoed terug te keren naar Aarde of op korte termijn specifieke medische benodigdheden aangeleverd te krijgen, in geval van een medisch noodgeval. De ruimtevaarders moeten wellicht lange periodes terugvallen op hun beperkte voorraden en op medisch advies vanaf de grond. Wel heeft het ISS steeds voldoende capsules om alle aanwezigen te evacueren.
Op het gebied van veiligheid moet rekening worden gehouden met de kans op een (dodelijk) ongeluk. Hierin spelen veel dingen mee, van drukverlies tot de Van Allen-gordels waarin een bemand ruimtevaartuig niet lang kan blijven.
Spectaculair was het verloop van de Apollo 13. Na een explosie aan boord was een veilige terugkeer van de drie ruimtevaarders eigenlijk onmogelijk. Desondanks slaagden ze erin, met hulpmiddelen die daarvoor niet bedoeld waren, veilig naar de aarde terug te keren.

### Lancering en landing
Het naar de ruimte brengen van een ruimtevaartuig begint met de lancering, waarbij meestal een raket wordt gebruikt om los te komen van de grond. Er is voldoende energie nodig om de zwaartekracht te weerstaan en de hoogte van minstens 100 kilometer te bereiken. Wat betreft de versnelling moet er rekening worden gehouden met de maximale g-kracht die een mens kan doorstaan (3 tot 6 g). Bij onbemande ruimtevaart is een veel grotere versnelling mogelijk en daarvoor is minder brandstof nodig.
Als een lancering mislukt kan een ontsnappingsraket gebruikt worden om de bemanning in veiligheid te brengen.

### Dodelijke ongevallen
Tot 2010 zijn er achttien bemanningsleden omgekomen tijdens een ruimtemissie:
- In 1967 is een persoon omgekomen bij de missie Sojoez 1.
- In 1971 zijn drie personen omgekomen bij de missie Sojoez 11.
- In 1986 zijn zeven personen omgekomen bij de lancering van de spaceshuttle Challenger.
- In 2003 zijn zeven personen omgekomen bij de terugkeer van de spaceshuttle Columbia.

Ruim honderd anderen zijn overleden als gevolg van ongelukken bij het testen van ruimtevluchten of andere activiteiten die te maken hebben met ruimtevluchten, waaronder:
- In 1967 zijn drie personen omgekomen bij een oefening op de grond met de Apollo 1.